# Daniel Szórád
Daniel Szórád (* 17. července 1971) je český manažer, od v letech 2014–2018 generální ředitel státního podniku Lesy České republiky.

## Život
Vystudoval Lesnickou a dřevařskou fakultu Mendelovy zemědělské a lesnické univerzity v Brně, kde promoval v roce 1994 a získal tak titul Ing., v roce 2001 pak ještě titul Ph.D.
Mezi lety 1994 a 2001 pracoval na odboru obchodu a rozpočtu v Lesích České republiky. Následně odešel do lesnické společnosti CE WOOD, kde působil v letech 2001 až 2009 jako obchodní ředitel. Poté byl v letech 2009 až 2010 manažerem ve firmě Swedwood.
Od ledna 2011 se živil jako manažer polské pobočky mezinárodního koncernu IKEA Group.
Dne 14. dubna 2014 jej ministr zemědělství ČR Marian Jurečka jmenoval generálním ředitelem státního podniku Lesy České republiky. Média v této souvislosti poukazovala na skutečnost, že Szórád dříve pracoval ve společnosti CE Wood, která se s Lesy ČR soudí o 3,72 miliardy korun za zrušené smlouvy (spor začal v lednu 2005). V květnu 2018 jej z funkce odvolal ministr zemědělství ČR v demisi Jiří Milek. Státní podnik Lesy ČR totiž čelil kritice za to, že zanedbal preventivní opatření proti šíření kůrovce.
V dubnu 2019 provedla Policie ČR razii v sídlech Lesů ČR a Ministerstva zemědělství. Detektivové se při sběru důkazů zaměřili na materiály související se společností Petra a s ní propojenou firmou T.E.P.Z., které patří mezi největší tuzemské hráče dřevařského průmyslu. Konkrétně je zajímaly dokumenty z let 2017 a 2018 týkající se zakázek na lesnické práce a prodej dřeva či spor Lesů se skupinou Petra. Policie v této věci podezřívala Szóráda, že svým jednáním způsobil státnímu podniku škodu ve výši 2,4 miliardy korun. V únoru 2021 policisté z Národní centrály proti organizovanému zločinu dokončila vyšetřování a obvinila Szóráda z porušení povinnosti při správě cizího majetku a z podvodu. Škody vyčíslila na 1,8 miliardy korun. Státní zástupce ho ale v tomto případě zprostil obvinění. V lednu 2022 policisté navrhli nové obvinění, a to, že po svém odchodu z Lesů ČR nedodržel konkurenční doložku a poškodil státní firmu, když ještě v ochranné lhůtě navázal spolupráci s Lesní společností Trhanov, kde stále působí jako manažer. V současné době působí jako ředitel Oblastního ředitelství jižní Morava státního podniku Lesy České republiky.
Jeho manželkou je Renata Szórádová, kterou v září 2015 zaměstnal v jím řízeném podniku Lesy ČR.